# اکو (کنتاکی)
اکو (به انگلیسی: Echo) یک منطقهٔ مسکونی در ایالات متحده آمریکا است که در شهرستان متکالف، کنتاکی واقع شده‌است. اکو ۲۷۰٫۹۷ متر بالاتر از سطح دریا واقع شده‌است.